# ماريا لارسون
ماريا لارسون (بالسويدية: Maria Larsson)‏ هي لاعبة هوكي الجليد سويدية، ولدت في 18 فبراير 1979 في Haninge Municipality ‏ في السويد.

## وصلات خارجية
- ماريا لارسون على موقع EliteProspects.com (الإنجليزية)
- ماريا لارسون على موقع Eurohockey.com (الإنجليزية)
- ماريا لارسون على موقع أوليمبيديا (الإنجليزية)
- ماريا لارسون على موقع اللجنة الأولمبية السويدية (السويدية)